# Dickless
Dickless est un groupe de rock de grunge américain, originaire de Seattle, à Washington,. Il est signé par le label Sub Pop records en 1990. Dickless est réputé pour son style vocal unique composé de cris et grognements. Kelly Canaries, la première chanteuse du groupe, possédait un rugissement caractéristique qui menait le quartet tout le long de leurs performances en général courtes (environ 20 minutes) et tonitruantes,.

## Biographie
Au cours de leurs premières années, leur musique bruyante et agressive était nouvelle et inhabituelle pour un groupe entièrement féminin. De la même manière, leur courte discographie inclut des titres de chansons et une reprise - I'm a Man de Bo Diddley - qui étaient ouvertement ironiques au vu de l'agressivité de leur musique et du genre des musiciennes. Le nom du groupe lui-même était évidemment satirique. Le groupe a été actif entre 1989 et 1998, période qui coïncide avec l'émergence de la culture musicale des groupes riot grrrl.
À l'origine, le groupe se composait de Lisa Buckner (batterie), Kelly Canaries (chant), Jana McCall (basse), Kerry Green (guitare). Lisa Buckner a rapidement été remplacé par Lisa Smith de Atomic 61 à la batterie.
Après quelques années, Kelly Canaries quitte le groupe pour former Teens Angels. Lisa Smith rejoindra également Teens Angels plus tard. Megan Jasper, qui travaillait chez Sub pop records remplacera Kelly Canaries après son dernier concert. Enfin, Jennie Trower est finalement remplacée par Jana McCall à la basse.
La discographie du groupe est assez courte au cours de leurs 9 années d'activité sporadique. Leur discographie complète consiste en sept courtes chansons - la plupart des chansons durent entre 1 et 2 minutes, réparties en sept différentes sorties (sans compter la sortie planifiée, mais jamais réalisée, de l'album Anthology).
La sortie de Thee Dickless All Stars incluait l'intervention de Mark Arm de Mudhoney au chant et de Duane Bodenheimer de Derelicts à la guitare. Leur chanson Lumber Jack  incluait à nouveau Mark Arm de Mudhoney au chant.

## Discographie

### Singles
- 1990 : Saddle Tramp / I'm A Man 7" enregistrement de Sub Pop Records, SP59 (1990)[15],[16]
- 1990 : Saddle Tramp / I'm A Man / Miniskirt Mob enregistrement de Tupelo Record Company[17]
- 1991 : Sex God Tad 7" enregistrement de Sub Pop Records (sous le nom d'artiste 'Thee Dickless All Stars'), SP100 (1991)[18]
- 1998 : Lumber Jack / C-Word 7" enregistrement de Sub Pop Records, SP441[19]

### Apparitions
- 1991 : Saddle Tramp (version live), dans la compilation de Sub Pop Records, The Grunge Years, SP112[20]
- 1991 : Sweet Teeth dans la compilation de C/Z Records, Teriyaki, Asthma, Vols. I-V[21]
- 1998 : C-Word dans la compilation de Up Records, Up Next, UP60 (1998)[22]

### Compilations
- 1998 : Dickless Anthology chez Sub Pop Records[23] (jamais sorti)